# Tram STEL serie 70-71
Le elettromotrici 70 e 71 furono una coppia di vetture tranviarie che la STEL pose in servizio nel 1925, per l'esercizio della rete tranviaria interurbana di Milano.

## Storia
Nel 1925 le Officine Meccaniche di Milano fornirono alla STEL due elettromotrici, numerate 70 e 71; esse riprendevano nella struttura generale le 60 ÷ 69 costruite due anni prima dalla Breda, ma avevano cassa metallica anziché in legno.
Nel 1939 le vetture entrarono nel parco ATM, mantenendo la stessa numerazione, e nel 1948 risultavano ancora entrambe in servizio.
Secondo una statistica del 19 gennaio 1957, entrambe le unità erano in servizio: la 70 era assegnata all'Officina Generale Teodosio, la 71 al deposito Farini.
Con la contrazione del traffico interurbano conseguente alla deviazione della Milano-Monza sul nuovo tracciato di viale Sarca, le due vetture furono trasferite nel 1958 all'esercizio urbano, dove furono assegnate alla linea n. 32 (Corvetto-staz. Rogoredo) a rinforzo delle vecchie 600. Permanentemente accoppiate sulla linea,vi rimasero in servizio fino alla sua soppressione nell'ottobre 1960, per ritornare all'esercizio interurbano fino alla loro radiazione, avvenuta nel 1966.

## Caratteristiche
Le "OM" riprendevano la struttura delle "Breda" (serie 60 ÷ 69) risalenti a due anni prima, ma con cassa metallica anziché in legno, allungata di circa 70 centimetri. Tra il 1955 e il 1956 la cassa di entrambe le unità fu ricostruita.
I carrelli erano del tipo Brill BSJ 235, a metà aderenza, identici a quelli montati sulle "Breda". Anche i motori erano gli stessi, tipo Siemens Dy 802, e così l'equipaggiamento elettrico della CGE.

## Livree
Le vetture entrarono in servizio nella livrea bianco gesso tipica dei mezzi STEL. Con il passaggio all'ATM, le vetture assunsero una colorazione a due toni di verde, simile a quella dei tram urbani, ma con un caratteristico disegno frontale "a scudo".